# وینچستر (ویرجینیا)
وینچستر (به انگلیسی: Winchester) شهری در ایالت ویرجینیا کشور ایالات متحده آمریکا است که جمعیت آن در سرشماری سال ۲۰۱۰ میلادی، ۲۶٬۲۰۳ نفر بوده‌است.